# Маяк (Кегичёвский район)
Маяк (укр. Маяк) — село,
Лозовский сельский совет,
Кегичёвский район,
Харьковская область, Украина.
Село Маяк присоединено в селу Лозовая в ? году.

## Географическое положение
Село Маяк примыкает к селу Лозовая, рядом с селом проходит газопровод «Союз».

## Экономика
- Молочно-товарная ферма.